# Віфорень (Бакеу)
Віфорень, Віфорені (рум. Viforeni) — село у повіті Бакеу в Румунії. Входить до складу комуни Унгурень.
Село розташоване на відстані 250 км на північ від Бухареста, 13 км на схід від Бакеу, 74 км на південний захід від Ясс, 147 км на північний захід від Галаца.

## Населення
За даними перепису населення 2002 року у селі проживала 531 особа, усі — румуни. Усі жителі села рідною мовою назвали румунську.